# Joseph Mees
Joseph Mees (ur. 18 kwietnia 1923 w Bornem, zm. 9 grudnia 2001) – belgijski duchowny katolicki, arcybiskup, nuncjusz apostolski.

## Życiorys
4 kwietnia 1948 otrzymał święcenia kapłańskie. W 1948 rozpoczął przygotowanie do służby dyplomatycznej na Papieskiej Akademii Kościelnej.
14 czerwca 1969 został mianowany przez Pawła VI nuncjuszem apostolskim w Indonezji oraz arcybiskupem tytularnym Ypres. Sakry biskupiej udzielił mu 30 czerwca 1969 kardynał Jean-Marie Villot.
10 lipca 1973 został przeniesiony do nuncjatury apostolskiej w Paragwaju.
19 stycznia 1985 został delegatem apostolskim w Szwajcarii, będąc jednocześnie akredytowanym w Lesotho. W październiku 1987 przeszedł na emeryturę.
Zmarł 9 grudnia 2001.